# Meniscomorpha implaza
Meniscomorpha implaza là một loài tò vò trong họ Ichneumonidae.